# Струково (Болховский район)
Струково — село в Болховском районе Орловской области России. Входит в состав Сурьянинского сельского поселения.

## География
Село находится в северной части Орловской области, в лесостепной зоне, в пределах центральной части Среднерусской возвышенности, на правом берегу реки Орс, на расстоянии примерно 4 километров (по прямой) к западу от города Болхова, административного центра района. Абсолютная высота — 168 метров над уровнем моря.
Часовой пояс
Село Струково, как и вся Орловская область, находится в часовой зоне МСК (московское время). Смещение применяемого времени относительно UTC составляет +3:00.

## Население
| 2010 |
| ---- |
| 58   |

Половой состав
По данным Всероссийской переписи населения 2010 года в гендерной структуре населения мужчины составляли 44,8 %, женщины — соответственно 55,2 %.
Национальный состав
Согласно результатам переписи 2002 года, в национальной структуре населения русские составляли 89 % из 66 чел.

## Транспорт
К югу от села проходит автодорога 54К-3.

## Улицы
Уличная сеть села состоит из двух улиц.